# Mao Ce-tungovo mauzoleum
Mao Ce-tungovo mauzoleum (tradiční činština: 毛主席紀念堂, zjednodušená čínština 毛主席纪念堂, pchin-jin: Máo Zhǔxí Jìniàntáng) nebo také Pamětní dům Mao Ce-tunga je mauzoleum zakladatele a dlouholetého vůdce Komunistické strany Číny a Čínské lidové republiky Mao Ce-tunga.

## Popis
Mauzoleum bylo postaveno krátce po Maově smrti v 1976–1977 v centrální části náměstí Nebeského klidu v Pekingu jižně od Památníku lidových hrdinů z iniciativy Chua Kuo-fenga podle vzoru památníku Abrahama Lincolna. Je jedním z pěti fungujících hrobek bývalých vůdců socialistických zemí (spolu s mauzoleem V. I. Lenina v Moskvě, Kumsusanským palácem Slunce v Pchjongjangu, Domem květin Josipa Broze Tita v Bělehradě a Ho Či Minovým mauzoleem v Hanoji).
Ačkoliv chtěl být Mao Ce-tung zpopelněn, jeho přání bylo ignorováno a jeho tělo nabalzamováno. Stavba mauzolea pak začala krátce po jeho smrti. Tělo bývalého vůdce Číny je uchováno v mrazáku v hlavní hale památníku. Střeží jej vojenská čestná stráž. Pamětní síň je přístupná veřejnosti každý den kromě pondělí.

## Historie

### Stavba mauzolea
Dne 9. září 1976 zemřel Mao Ce-tung. O pět dní později Státní plánovací komise Číny zorganizovala projektanty z více než tuctu oddělení v osmi provinciích a městech v Číně, aby se setkali v hotelu Qianmen v Pekingu, aby zahájili výběr místa a pracovali na návrhu programu pro pamětní síň Maa. Bylo rozhodnuto, že stavba bude stát na místě bývalé Čínské brány zbořené roku 1954.
Dne 9. října 1976 byla speciálně za účelem koordinace různých úkolů výstavby mauzolea zřízena Státní rada pro Pamětní síň předsedy Maa, jejímž generálním ředitelem se stal Li Ruihuan, tehdejší zástupce ředitele pekingského městského stavebního výboru. Místopředseda Státní rady Ku Mu byl odpovědný za vedení státní rady. Členy byli dále Xiao Yang, bývalý ředitel pekingské General Glass Factory, a Han Boping, bývalý náměstek primátora Pekingu.
Dne 24. listopadu 1976 Ústřední výbor politbyro KSČ konečně schválil plán pamětní síně předsedy Maa a byl položen základní kámen pamětní síně předsedy Maa. Chua Kuo-feng, tehdejší předseda Ústředního výboru Komunistické strany Číny, předseda Státní rady a předseda Ústřední vojenské komise, položil základní kámen mauzolea. Na stavbě se podílelo i mnoho dobrovolníků.
Při stavbě byly použity materiály z celé Číny: žula z provincie S'-čchuan, porcelánové desky z provincie Kuang-tung, borovice z Jen-anu v provincii Šen-si, semena pilolistů z pohoří Tian Shan v autonomní oblasti Sin-ťiang, zemina ze zemětřesením postiženého Tchang-šanu, barevné oblázky z Nankingu, mléčný křemen z pohoří Kchun-lun-šan, borové kmeny z provincie Ťiang-si a vzorky hornin z Mount Everestu. K symbolickému zdůraznění nároků Čínské lidové republiky na Tchaj-wan byla použita také voda a písek z Tchajwanské úžiny.

### Po otevření
V roce 1997 byla pamětní síň na devět měsíců uzavřena kvůli rekonstrukci a 6. ledna 1998 byla znovu otevřena. Pamětní síň často navštěvují i cizí státníci při státních návštěvách, například kubánský prezident Fidel Castro, argentinský prezident Alberto Fernandez či venezuelský prezident Nicolas Maduro. V roce 2019 uctil památku Mao Ce-Tunga přímo v mauzoleu čínský prezident Si Ťin-pching.

## Sály a interiéry
Sály pamětního komplexu:
- Severní hala (北大厅) je „přijímací komora“, kolosální místnost s tyčící se mramorovou sochou vůdce rudého hnutí. Socha je vysoká přes tři metry. Mao sedí na židli v uvolněné poloze a má překřížené nohy. Nedaleko jsou květináče s čerstvými květinami: hosté je kupují a pokládají na počest velkého vůdce.
- Jižní sál (南大厅) – všude jsou rozvěšeny sbírky obrazů s památkami Čínské lidové republiky. Zde je možné zakoupit suvenýry. Jedná se o poslední sektor pamětního komplexu, jehož východ vede do ulice.
- Kinosál (电影厅) – nachází se ve druhém patře, kde je možné zhlédnout krátký dokumentární film „Tosca“ o životě čínských komunistických vůdců.
- Síň výsledků revoluce (革命业绩纪念室) – vyprávění o činnosti politiků komunistické strany. Sbírka obsahuje vzácné fotografie, artefakty a dokumenty. Doprovodný průvodce provede krátkou přednášku a podrobně zodpoví dotazy návštěvníků.
- Sál pro návštěvy turistů (瞻仰厅) se sarkofágem, kde jsou pohřbeny ostatky velkého Mao Ce-tunga. Tělo stráží čestná stráž.[6]

## Galerie

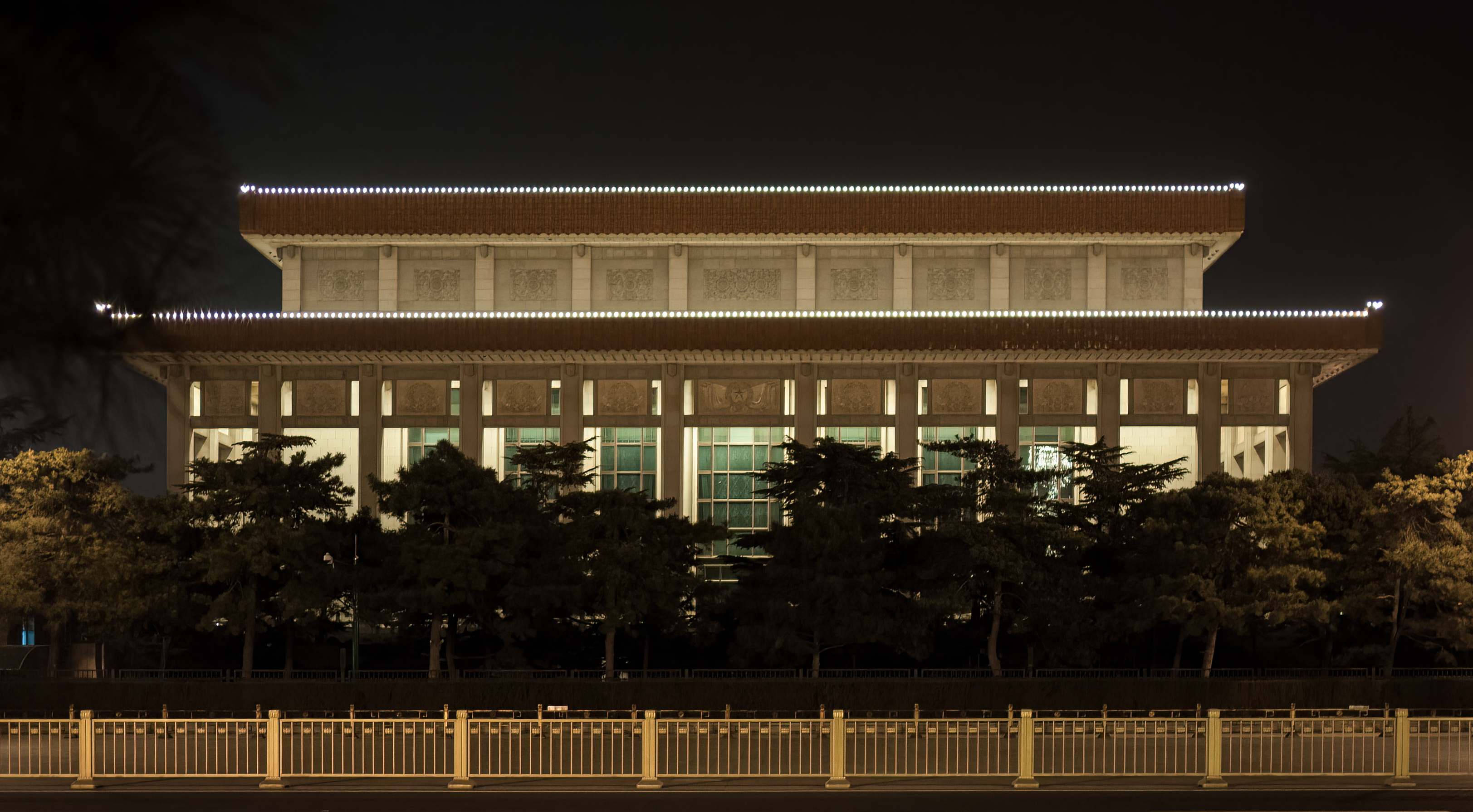
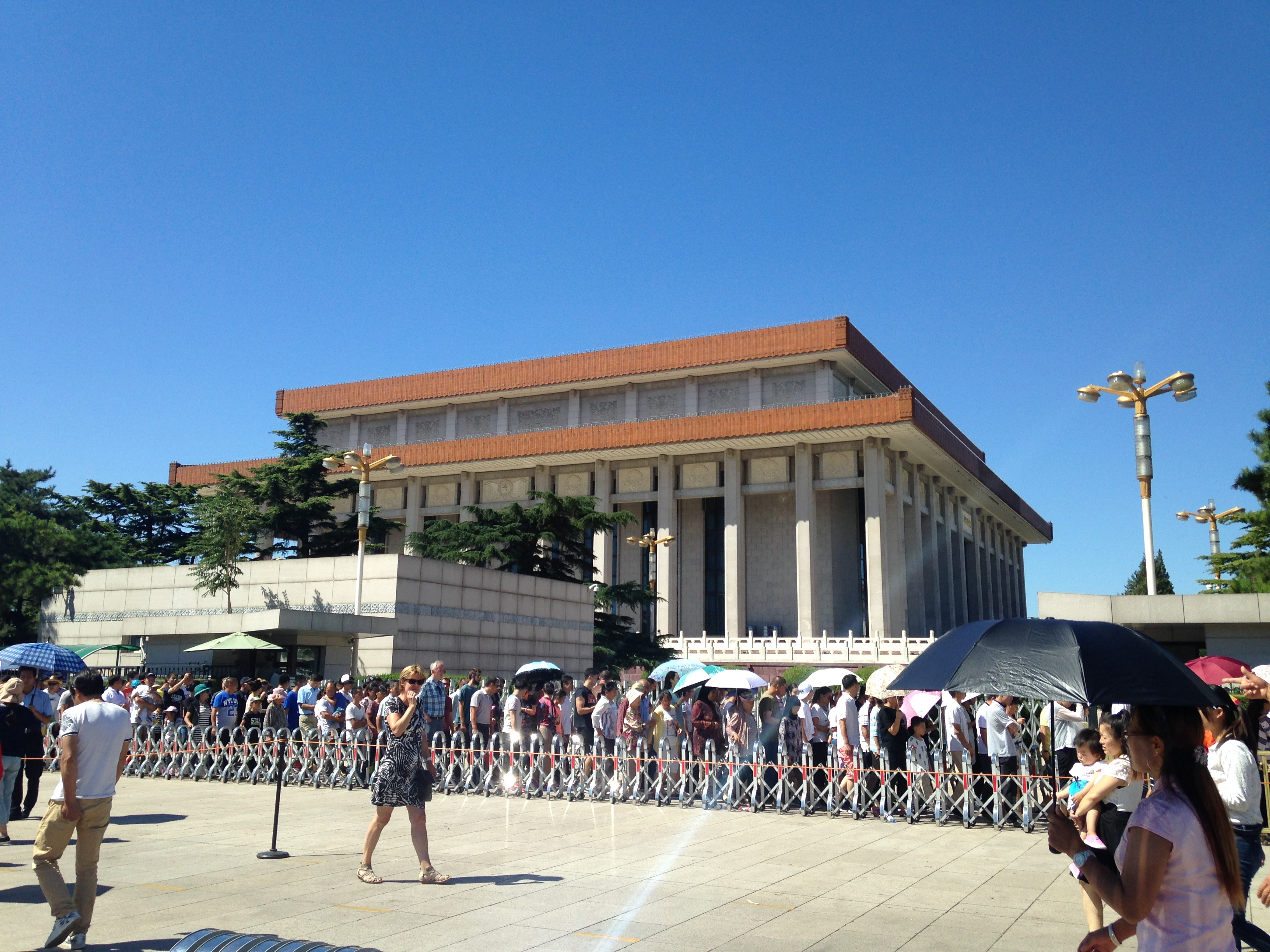
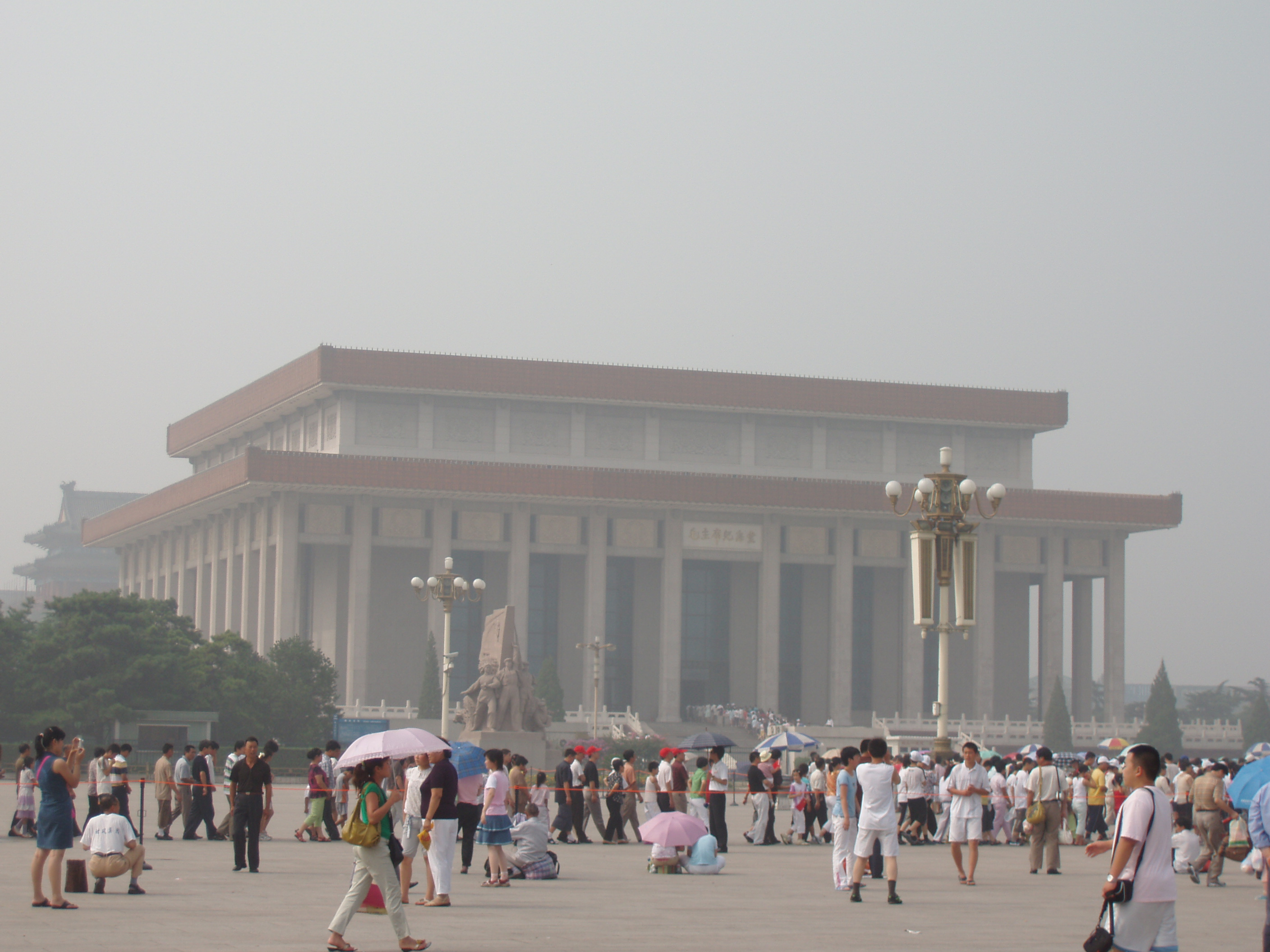
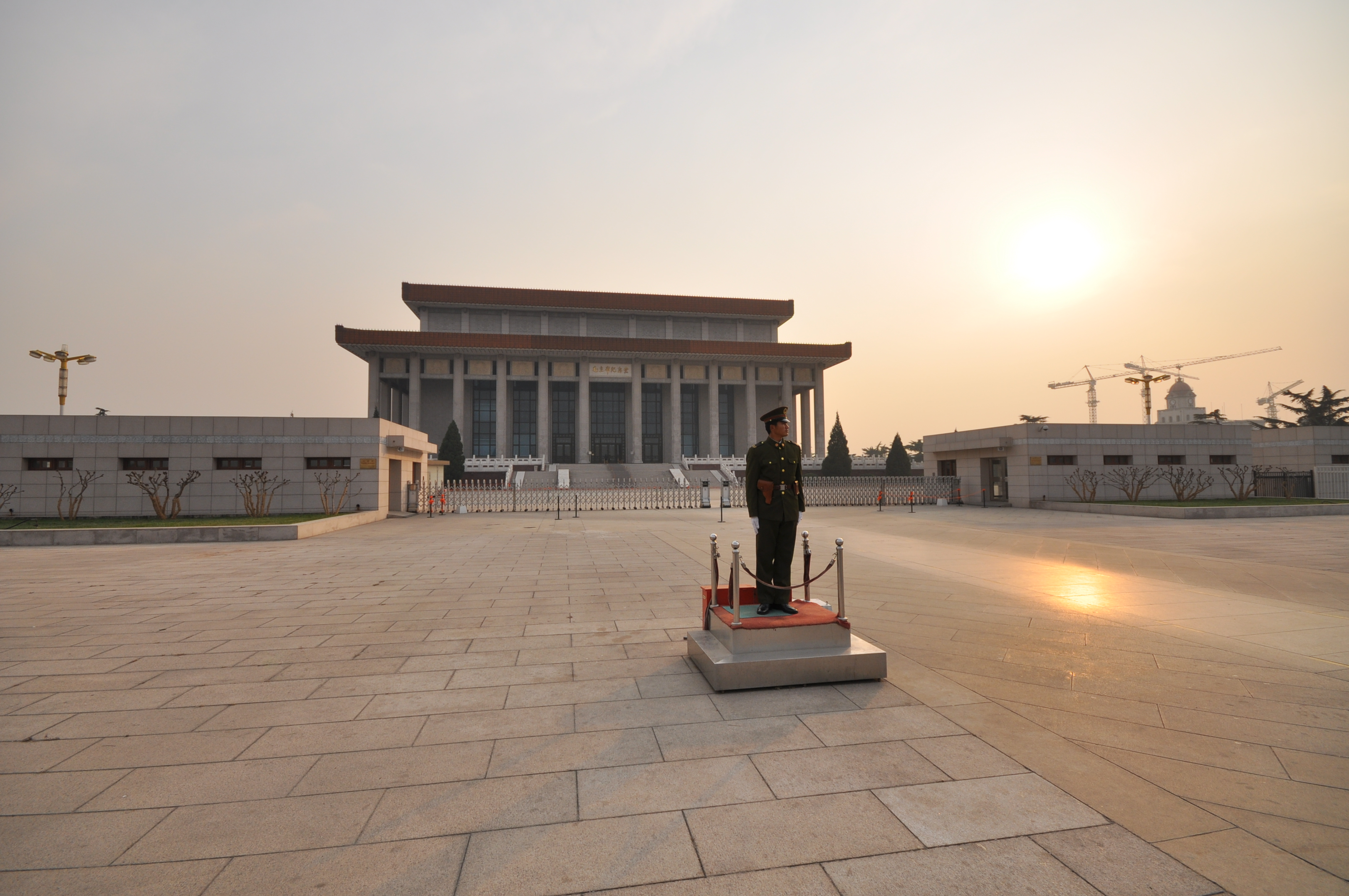
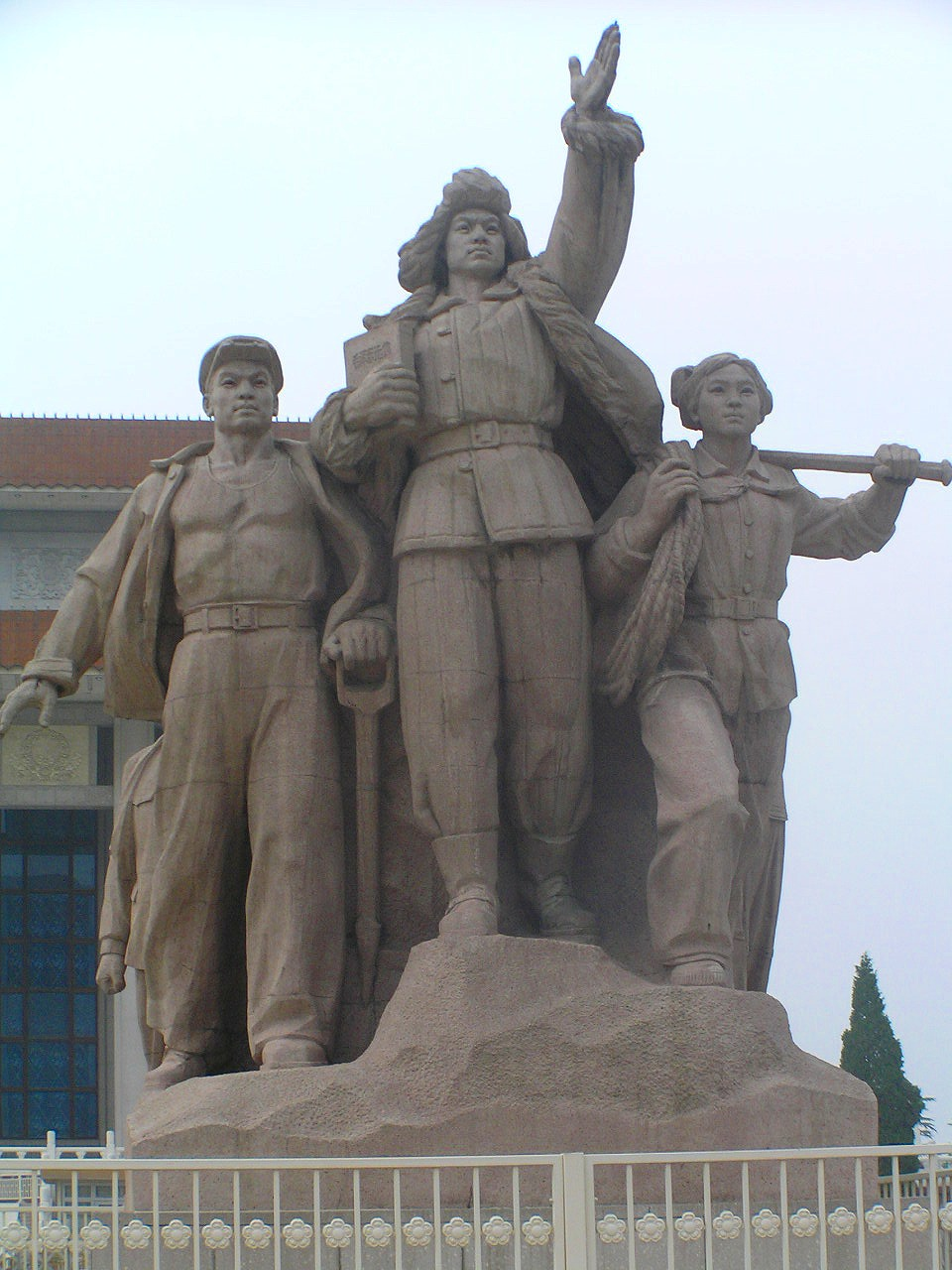